# Пяденица сливовая
Пяде́ница сливовая (лат. Angerona prunaria) — бабочка из семейства пядениц.

## Описание
Размах крыльев 35—65 мм. Передние крылья широкие, треугольные; задние — закруглены. Окраска крыльев самца преимущественно охристо-оранжевая, самки — бежевая. Крылья обеих полов равномерно покрыты тёмными поперечными пятнами-штришками. Окраска бабочек очень изменчива, известно множество вариантов и форм. В целом самцы отличаются более яркой окраской и обычно несколько меньше самок. Бахрома крыльев светло-оранжевая или жёлтая.

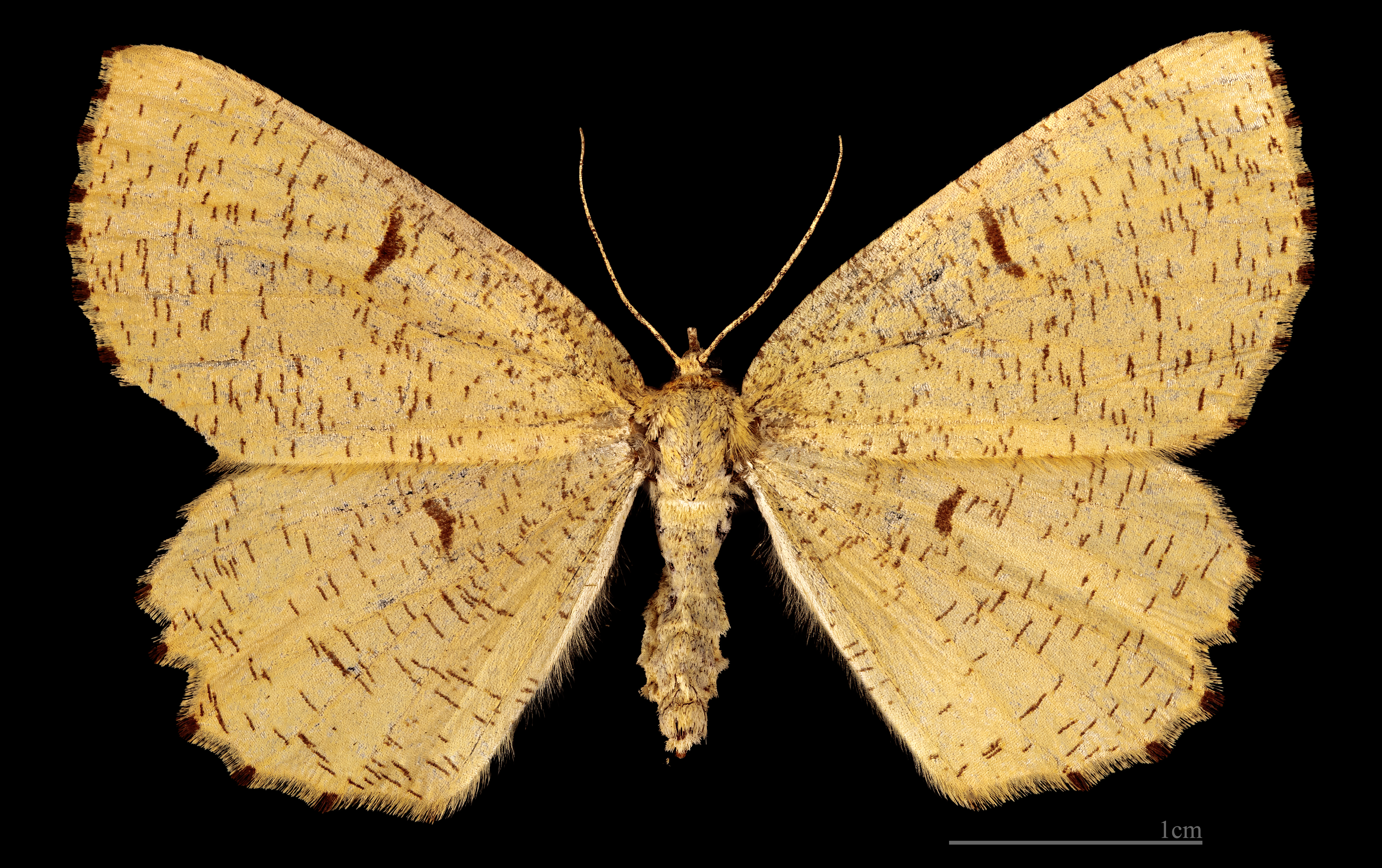
Angerona prunaria prunaria  ♀
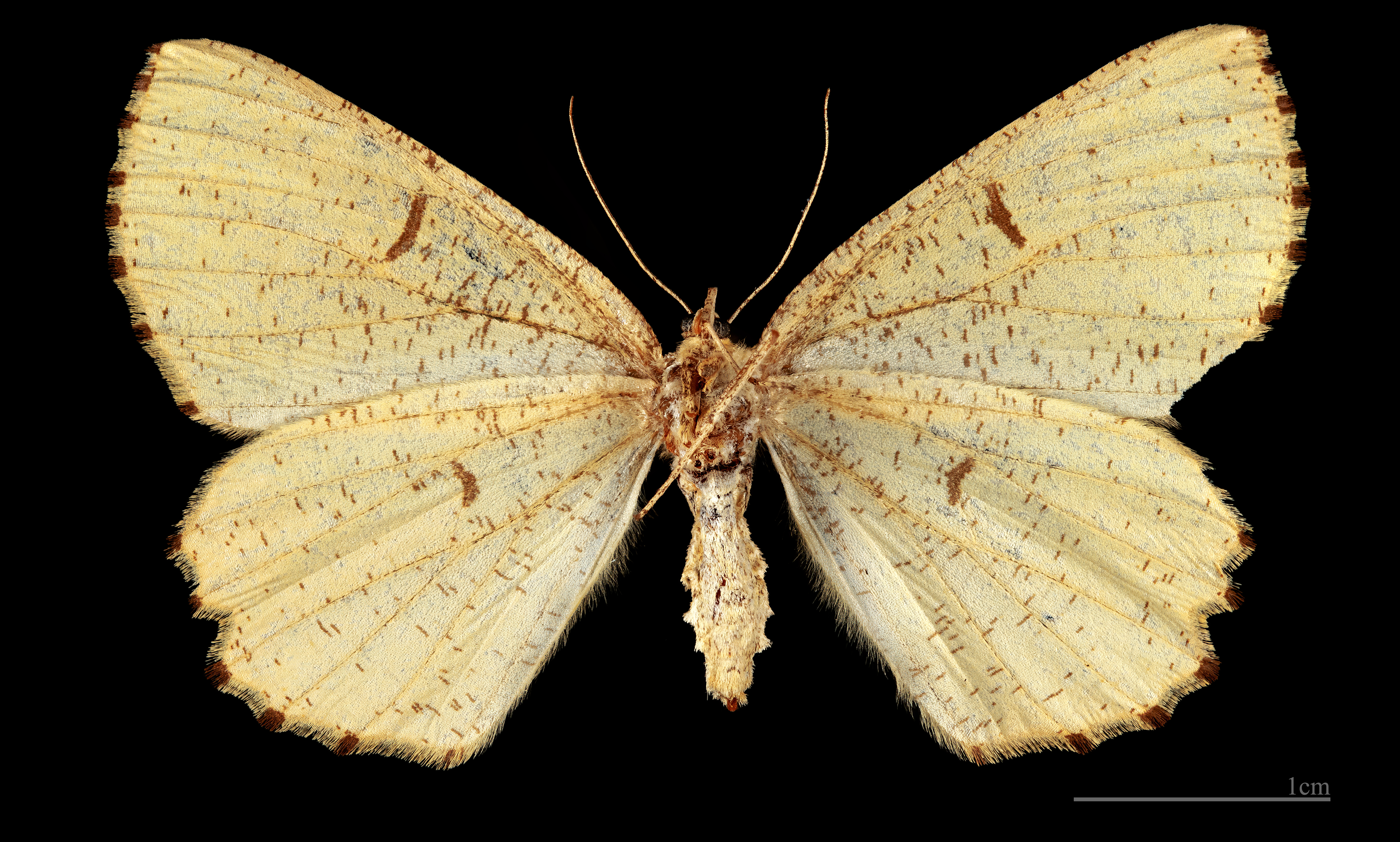
Angerona prunaria prunaria  ♀   △
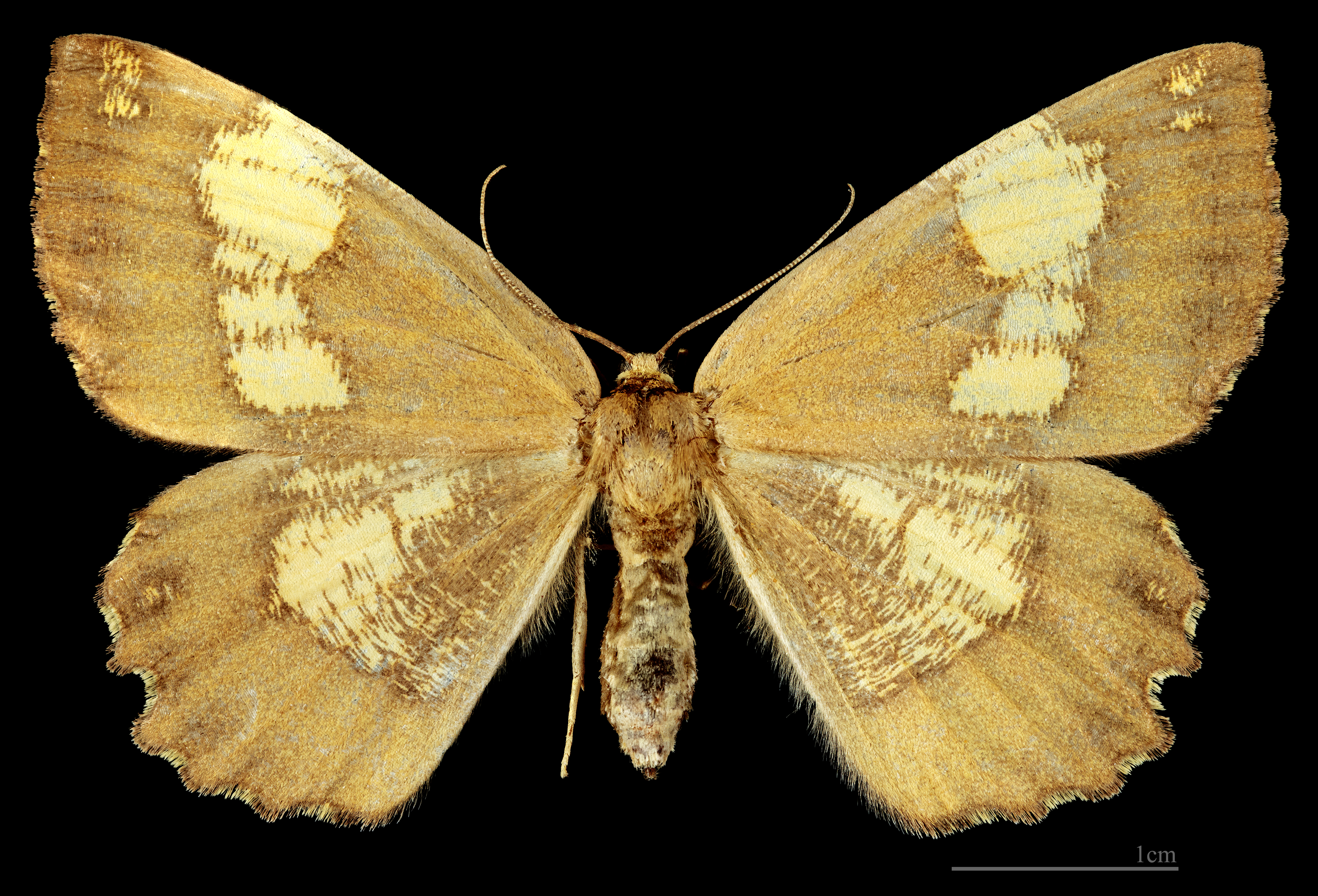
Angerona prunaria corylaria  ♀
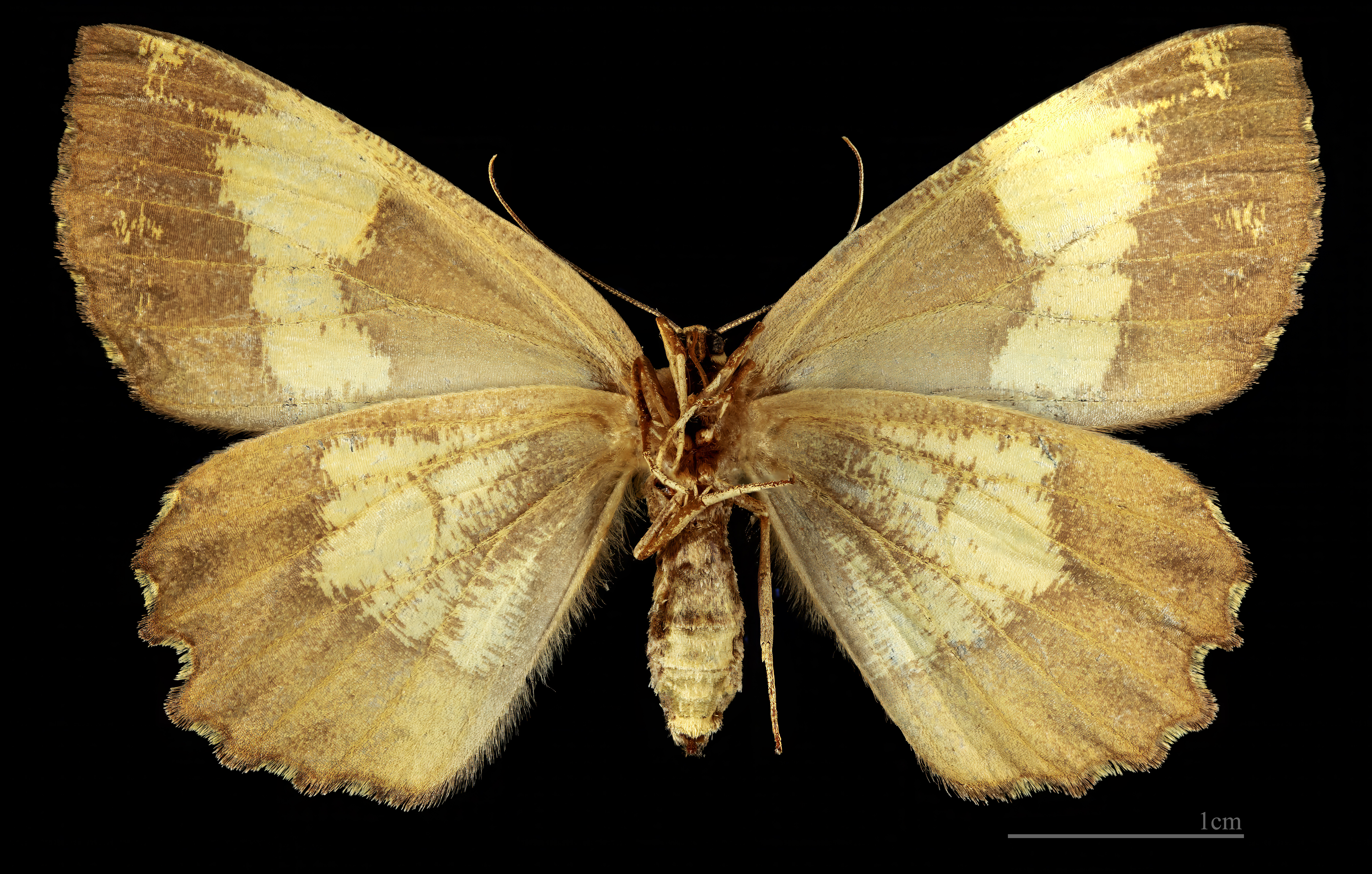
Angerona prunaria corylaria  ♀  △

### Вариабельность окраски

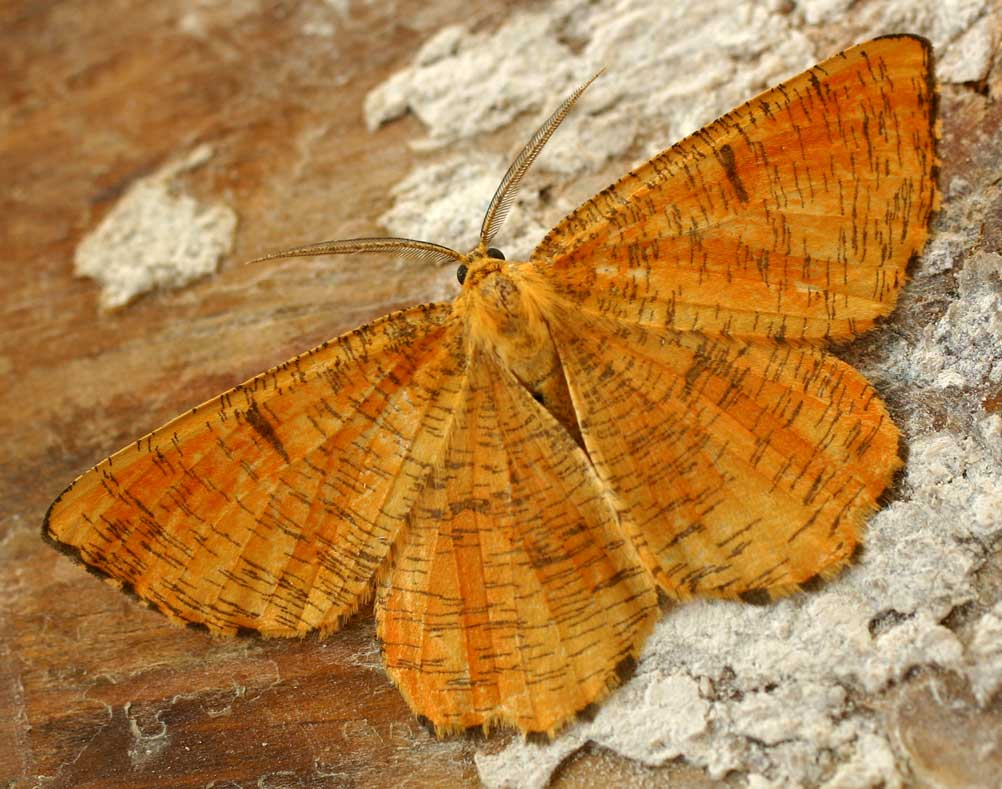
Самец номинативной формы окраски
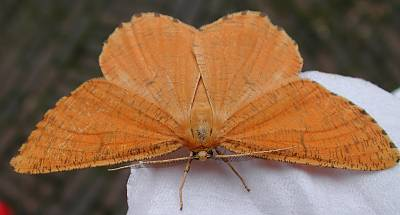
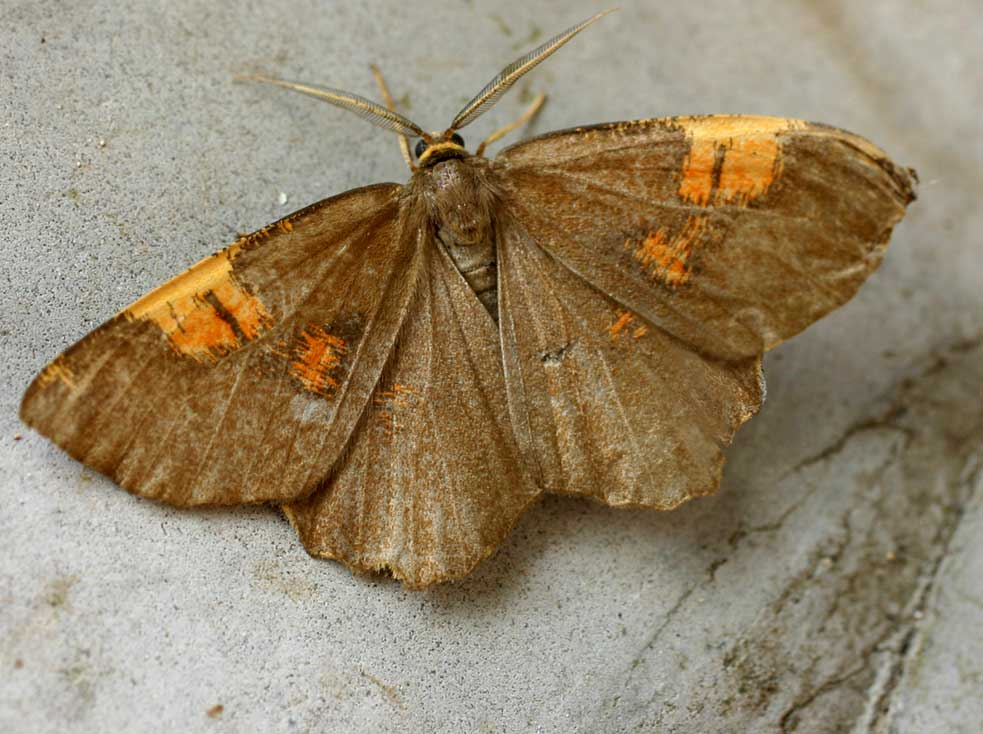
Angerona prunaria f. corylaria
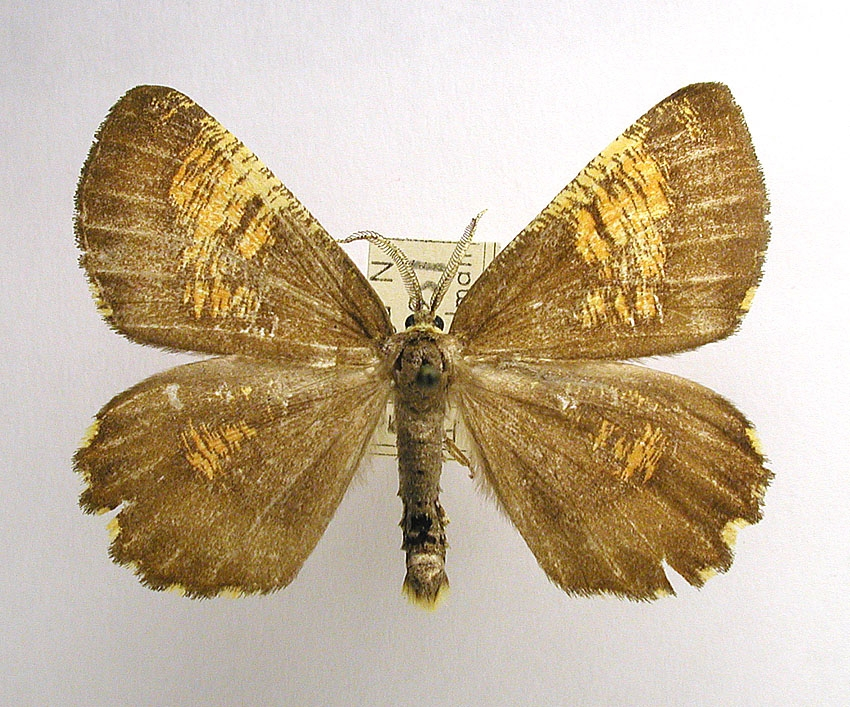
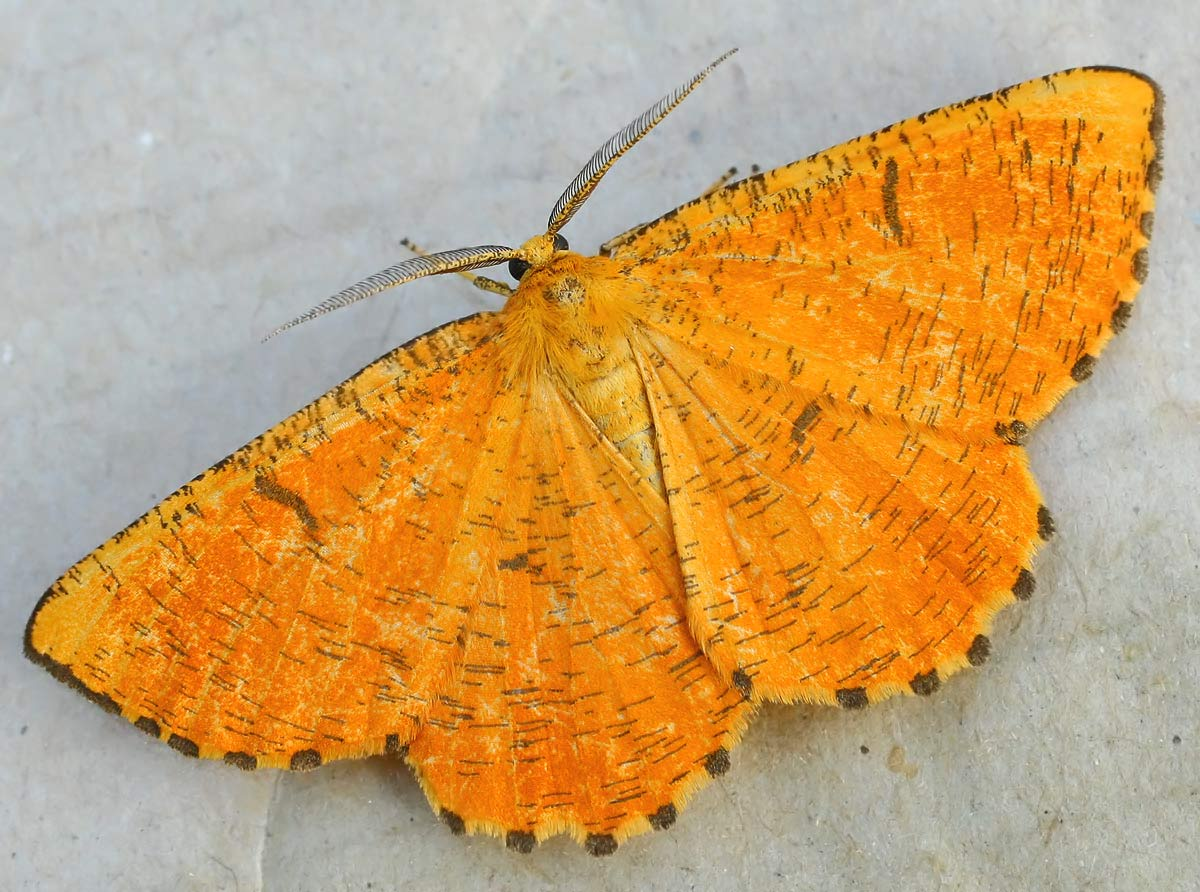
Самец

## Ареал
Распространена повсеместно в Западной и Средней Европе, средней полосе России, Монголии, Северном Китае, Корее, Японии.

## Биология
Время лёта с мая по июль. За год развивается одно поколение.

## Жизненный цикл
Самки откладывают яйца небольшими группами на нижней стороне листьев кормовых растений. Плодовитость одной самки достигает 250 яиц.
Яйцо размером 0,5—0,8 мм, овальной формы, жёлтого цвета. Гусеница длиной 40—60 мм. Форма её тела цилиндрическая, постепенно расширяющаяся от среднегруди к шестому сегменту. Окраска серая с коричневыми полосами. На восьмом сегменте находятся острые бугры, на других сегментах бугры мелкие. Зимуют гусеницы между листьями, оплетёнными паутиной. Куколка длиной 17,2—18,5 мм, тёмно-бурая с красноватым концом. Располагается в легком коконе обычно между листьями.
Гусеницы относятся к полифагам. Кормовые растения гусениц: слива, абрикос, вишня, терн, боярышник, лещина, крушина, жимолость, ива, граб, бук, берёза, Prunus spinosa, Lonicera xylosteum , Populus tremula, Frangula dodonei, Vaccinium myrtillus.